# 哈坦加

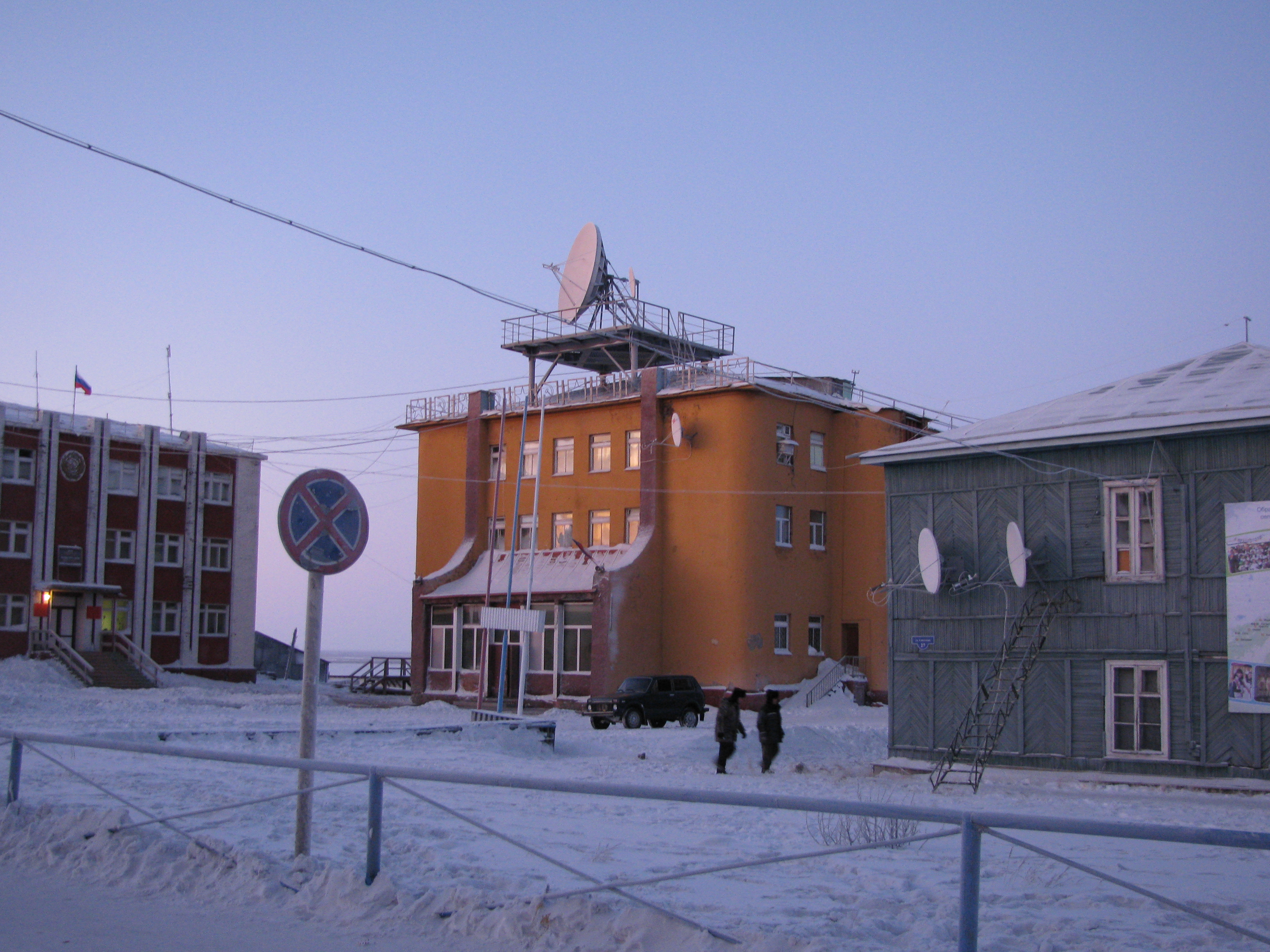
哈坦加邮局

哈坦加（俄语：Хатанга）是俄罗斯的村，位于泰梅尔半岛上的哈坦加河，由克拉斯诺亚尔斯克边疆区的泰梅尔多尔干-涅涅茨区负责管辖，海拔高度30米，2002年人口为3,450人，它是俄罗斯最北端的聚居地之一。